# San-Gavino-d'Ampugnani
San-Gavino-d'Ampugnani is een gemeente in het Franse departement Haute-Corse (regio Corsica) en telt 87 inwoners (2009).

## Geografie
De oppervlakte bedraagt 3,22 km², de bevolkingsdichtheid is dus 27 inwoners per km².

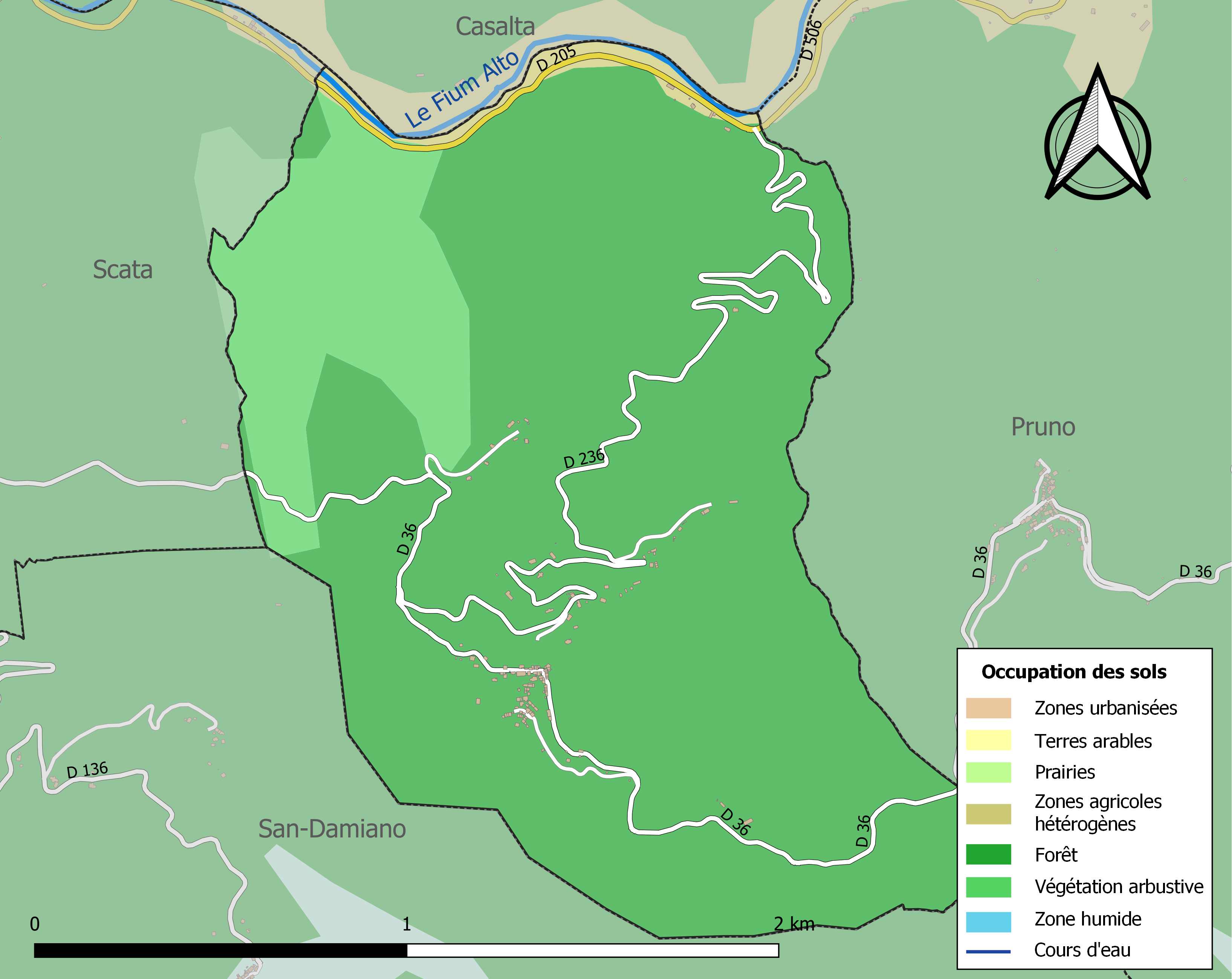
Kaart van de gemeente met de belangrijkste infrastructuur, bodemgebruik en omliggende gemeenten

## Demografie
Onderstaande figuur toont het verloop van het inwonertal.
Vanwege een beveiligingsprobleem met de MediaWiki Graph-software is het momenteel niet mogelijk deze grafiek weer te geven. Zodra de software is bijgewerkt zal de grafiek vanzelf weer zichtbaar worden.